# Araneus pavlovi
Araneus pavlovi là một loài nhện trong họ Araneidae.
Loài này thuộc chi Araneus. Araneus pavlovi được Ehrenfried Schenkel-Haas miêu tả năm 1953.